# 台湾烙铁头蛇
台湾烙铁头蛇（学名：Ovophis makazayazaya），又名阿里山龜殼花或山烙鐵頭，是一种分布于中国南方、臺灣及越南的毒蛇，隶属于蝰科烙铁头属。本种原被視为山烙铁头蛇的一個亞種，有学者根据遗传研究和形态变异，将本种提升到一个独立物种。之后又认定山烙铁头蛇华东亚种（Ovophis monticola orientalis）与台湾亚种为同物异名，因 O. makazayazaya为先占名，具有有效性，故山烙铁头蛇华东亚种并入本种。
种加词 makazayazaya 意指南臺灣的排灣族部落瑪卡札亞札亞社（今屬瑪家村），為本種的模式產地。

## 辨識特徵
該蛇種體型約在54公分至80公分之間，蛇型短胖，頭呈鈍三角形，眼及鼻子間具有頰窩。其特色為蛇眼下方有條黑色斑線延伸至蛇頸部，蛇身背面則為暗褐色或紅褐色。蛇液含劇毒，該蛇種屬夜行性動物，主要食物為小型動物，如鼠類。

## 習性
該蛇種為夜行性，出沒海拔約500公尺以上至2000公尺以內。習性較其他蛇種相對特殊，偏好濕涼天氣出沒活動。例如:春秋兩季不過冷之鋒面過境，濕冷雨夜，較容易觀察到此蛇種出沒活動，反而其他蛇種出沒頻繁之夏季較少出現。民間觀察紀錄中氣溫13-18度之雨夜均有稍大機會能發現其蹤跡，為耐寒能力較強之蛇種。

## 保护
本种于2023年被收录入《有重要生态、科学、社会价值的陆生野生动物名录》。